# Anthypna meles
Anthypna meles är en skalbaggsart som beskrevs av Fabricius 1792. Anthypna meles ingår i släktet Anthypna och familjen Glaphyridae. Inga underarter finns listade i Catalogue of Life.